# Juillet 1908

## Événements
- 3 juillet : révolution des Jeunes-Turcs contre le gouvernement du Sultan ottoman (fin en 1909). L’armée turque de Macédoine fait un coup d’État, obligeant le sultan à rétablir la Constitution de 1876 et à organiser des élections en novembre-décembre. Les membres du Comité « Union et Progrès » rentrent d’exil et assument la charge du gouvernement. L’empire connaît des journées de liesse générale.

- 4 juillet : premier contrôle d'homologation de la Fédération aéronautique internationale (FAI) à l'occasion d'un vol effectué aux États-Unis. Glenn Curtiss réalise un vol d'une minute et 42 secondes sur un avion de sa fabrication.

- 7 juillet : troisième édition du Grand Prix de France à Dieppe. Le pilote allemand Christian Lautenschlager s'impose sur une Mercedes.

- 8 juillet :
  - Thérèse Peltier devient la première femme à quitter le sol à bord d'un aéroplane. Elle est passagère d'un vol de Léon Delagrange à Turin;
  - en tournée aux États-Unis, Henri Farman invente le mot « aileron » : il baptise ainsi les volets en bout d'aile d'avions.

- 11 juillet : incendie de Bonaduz (Grisons). Il provoque le passage rapide de ce village du romanche à l'allemand.

- 22 juillet et 27 août, Chine : Yuan Shikai fait instituer des conseils provinciaux élus.

- 23 juillet, Inde : le militant nationaliste Bal Gangadhar Tilak est condamné à six ans de travaux forcés. Une grève générale éclate à Bombay en signe de protestation.

- 27 juillet, France : grève du bâtiment. Incidents sanglants à Villeneuve-Saint-Georges.

## Naissances
- 2 juillet : Thurgood Marshall, premier juge afro-américain à être nommé à la Cour suprême des États-Unis († 24 janvier 1993).
- 5 juillet : 
  - Henri d'Orléans, prétendant orléaniste à la couronne de France († 19 juin 1999).
  - Clemens Pausinger, magistrat et résistant allemand († 18 juillet 1989).
- 23 juillet : Karl Swenson, acteur américain, († 8 octobre 1978)

## Décès
- 13 juillet : Henri de Mérode-Westerloo, homme politique (° 28 décembre 1856).
- 22 juillet : William Randal Cremer, prix Nobel de la paix en 1903.
- 24 juillet : Walter Leistikow, peintre allemand (° 25 octobre 1865).